# Véronique Pongérard
Véronique Pongérard (née le 11 octobre 1968 à Ploërmel) est une athlète française, spécialiste des courses de demi-fond.

## Biographie
Elle détient à compter de 1990 le record de France espoir du 1 500 m avec le temps de 4 min 15 s 23. Elle améliore par ailleurs à quatre reprises le record de France en salle senior du 1 500 m.
Elle remporte trois titres de championne de France du 1 500 mètres : un en plein air en 1991 et deux en salle en 1991 et 1993.
Elle participe aux championnats du monde de 1991 à Tokyo où elle s'incline dès les séries du 1 500 m.